# Serbski salut

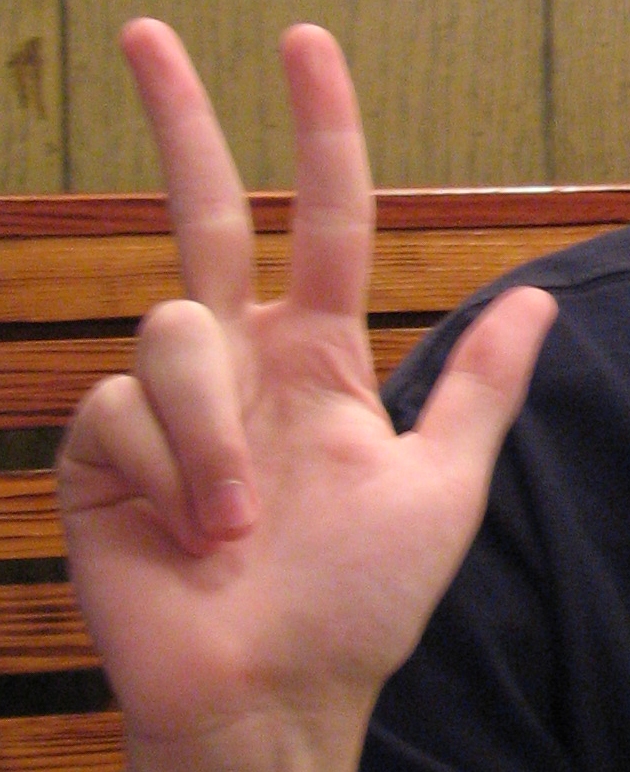
Salut serbski

Serbski salut, pozdrowienie trzech palców (serb. српски поздрав, поздрав са три прста, три прста) – popularny wśród przedstawicieli narodu serbskiego gest, wykonywany przy pomocy trzech wyprostowanych palców prawej ręki – kciuka, palca wskazującego i środkowego. Palec serdeczny i mały palec pozostają w trakcie wykonywania gestu zgięte. Pierwotnie pozdrowienie takie symbolizowało Trójcę Świętą, z czasem przyjęte zostało jednak przez Serbów jako salut narodowy.
Do lat 90. XX wieku salut trzech palców wykonywany był przede wszystkim w kontekście religijnym na różnego rodzaju uroczystościach związanych z Serbskim Kościołem Prawosławnym. Wraz z jego pojawianiem się zazwyczaj wypowiadano słowa „Za krzyż zaszczytny i wolność złotą” (serb. За крст часни и слободу златну) lub „Moja Trójco Święta” (serb. Светог ми Тројства). W XIX wieku gest ten symbolizował przynależność do serbskiego prawosławia, stojącego w kontrze do Turków Osmańskich i islamu.
W okresie rozpadu Jugosławii salut trzech palców zaczął być coraz częściej wykonywany nie tyle jako symbol przynależności religijnej, co etnicznej. W trakcie wojen jugosłowiańskich i konfliktu kosowskiego Serbowie używali tego pozdrowienia jako własnego symbolu.
Obecnie z serbskiego salutu często korzysta się w trakcie różnego rodzaju wydarzeń pokroju imprez sportowych, ślubów, demonstracji ulicznych czy wieców politycznych. Znani Serbowie, tacy jak Novak Đoković czy Aleksandar Pavlović, chętnie go wykonują w przestrzeni publicznej.
Albańczycy z Kosowa, Boszniacy i Chorwaci często interpretują używanie pozdrowienia trzech palców w ich obecności za prowokację. Związane jest to faktem, iż Serbowie często z niego korzystali w trakcie prowadzenia działań zbrojnych z tymi nacjami w latach 90.

## Galeria

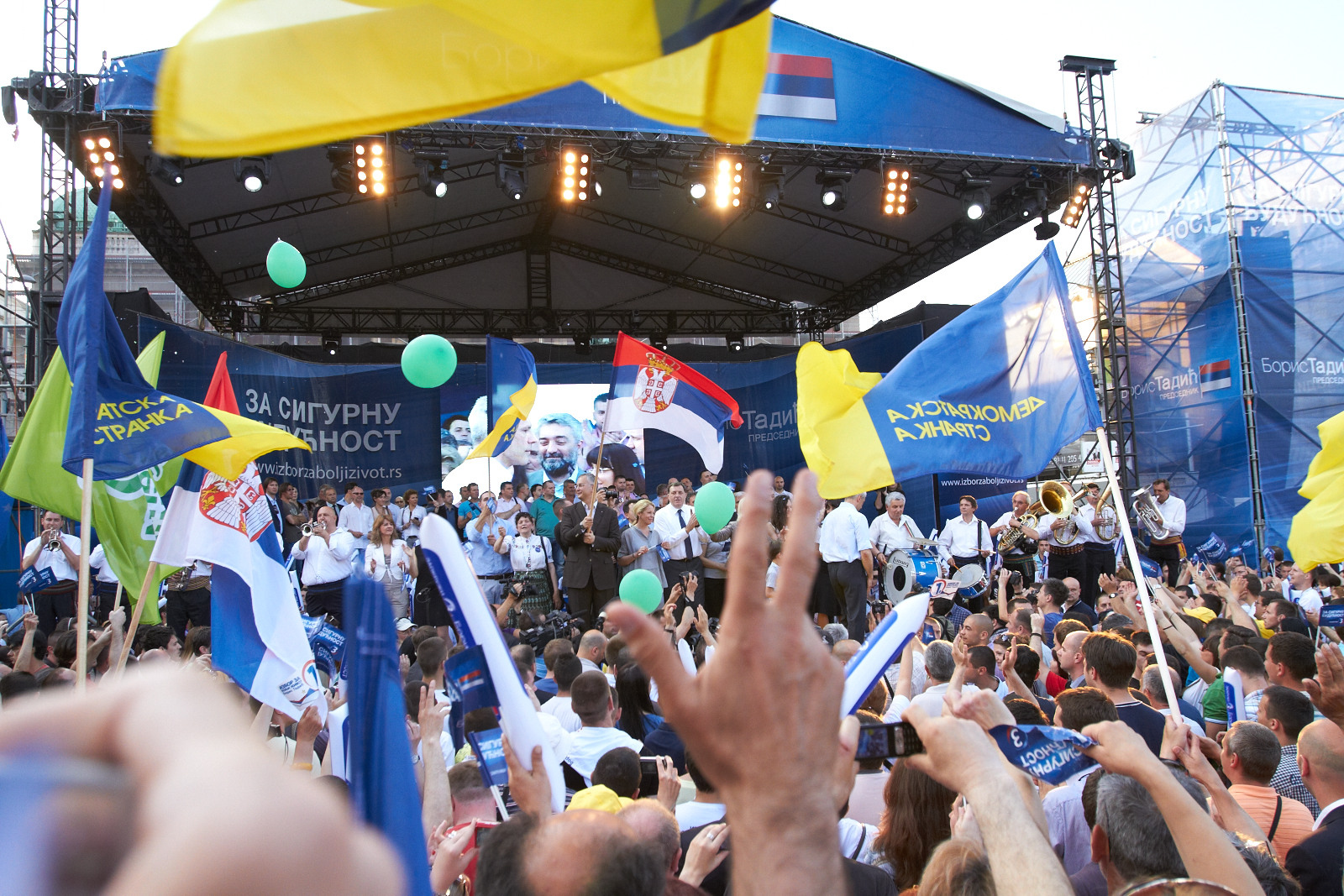
Zastosowanie serbskiego salutu na wiecu politycznym
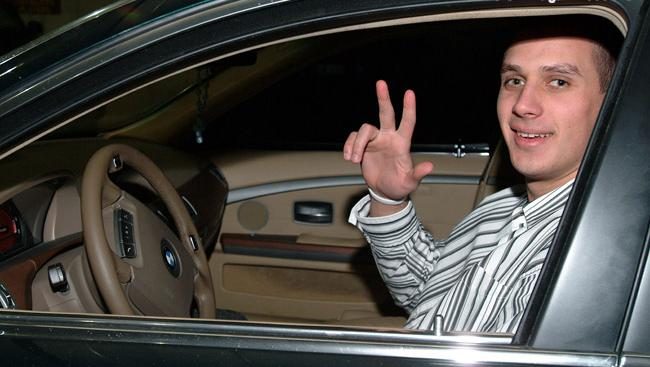
Aleksandar Pavlović wykonujący serbski salut